# Línea 90 (Buenos Aires)
La línea 90 fue una histórica línea de colectivos del Área Metropolitana de Buenos Aires. Su recorrido unía Plaza Constitución con Chacarita.
Fue operada por la empresa M.O.D.O. S.A. de Transporte Automotor, parte del grupo La Nueva Metropol S.A..

## Historia
Originalmente, la línea fue explotada por la Empresa de Transportes Obispo San Alberto.
En 1987, la línea pasa a ser explotada como ramal de la Línea 111, que pertenece hasta la actualidad a Los Constituyentes S.A.T. (actual subsidiaria del grupo D.O.T.A.).
En 1991 Los Constituyentes entrega el piso de la línea 90 a Expreso San Isidro S.A.T.C.I.F.I., quien la operó hasta enero de 2013 como ramal de la Línea 168.
En 2013, el ramal 90 fue vendido a la empresa La Nueva Metropol, quien la operó a través de la empresa M.O.D.O. S.A. (que opera la Línea 151 de colectivos) hasta julio de 2014, aunque aún bajo la sociedad Expreso San Isidro S.A.T.C.I.F.I.
El 23 de junio de 2014, a través de la Resolución 558/2014, la Comisión Nacional de Regulación del Transporte "restaura" la línea 90 con M.O.D.O. S.A. como operador de la línea.
El 28 de Julio de 2025, anunciaron de manera oficial a través del comunicado del GCBA, la fusión de la línea 90 con la línea 151, abandonando por completo la Av. Corrientes y la zona de Almagro/Villa Crespo/Villa Pueyrredón.. Entre el día 11 y 12 de agosto de 2025, la línea 151 comenzó con la fusión del ramal Barrio 21-24 (Ex Línea 90), siendo el único trayecto que mantiene de la extinta línea y el agregado de los ramales en sí. El día viernes 15 de agosto de 2025, se vio por última vez la línea 90 circulando, clausurando así de manera no oficial al día siguiente, la fecha de cierre definitivo estaba pactado para el día Lunes 18 de agosto de 2025.

## Recorrido

### Barrio 21-24-Estación Federico Lacroze
Ida: Desde Predio De Regulación En Santo Domingo Y Luna, Por Santo Domingo, Luna, Avenida Osvaldo Cruz, Iguazú, Avenida Iriarte, Zavaleta, Mirave, Suarez, Avenida Vélez Sarsfield, Avenida Entre Ríos, Avenida Caseros, Salta, Avenida Brasil, Bernardo De Irigoyen, Avenida Juan De Garay, Filiberto, Avenida Entre Ríos, Hipólito Yrigoyen, Presidente Luis Sáenz Peña, Avenida De Mayo, Avenida Rivadavia, Jerónimo Salguero, Guardia Vieja, Avenida Estado De Israel, Aguirre, Julián Álvarez, Juan Ramírez De Velasco, Guevara, Maure, Avenida Corrientes Carriles De Circulación General, Hasta Avenida Federico Lacroze.
Regreso: Desde Avenida Federico Lacroze Y Avenida Corrientes, Por Avenida Corrientes Carriles De Circulación General, Avenida Medrano, Bartolomé Mitre, Riobamba, Combate De Los Pozos, Avenida Juan De Garay, Lima Oeste, Avenida Brasil, Lima, 15 de noviembre de 1889, Avenida Entre Ríos, Avenida Vélez Sarsfield, Suarez, Lavardén, Avenida Amancio Alcorta, Herminio Masantonio, Zavaleta, Avenida Iriarte, Luna, Avenida Osvaldo Cruz, Iguazú Hasta Avenida Iriarte Continuando Sin Tráfico De Pasajeros Hasta El Predio De Regulación, Donde Inicia Su Recorrido.

### Plaza Constitución-Estación Federico Lacroze
Ida: Desde el Predio de Regulación existente debajo de la Autopista Presidente Arturo Frondizi por Avenida Caseros, Contracarril Gral. Hornos, Av. Brasil, Bernardo de Irigoyen, Av. Juan de Garay, Filiberto, Av. Entre Ríos, Hipólito Yrigoyen, Presidente Luis Sáenz Peña, Av. de Mayo, Av. Rivadavia, Jerónimo Salguero, Guardia Vieja, Av. Estado de Israel, Aguirre, Julián Álvarez, Juan Ramírez De Velasco, Guevara, Maure, Av. Corrientes, Av. Federico Lacroze hasta la Estación Federico Lacroze.
Regreso: Desde la Estación Federico Lacroze por Av. Federico Lacroze, Av. Corrientes, Medrano, Bartolomé Mitre, Riobamba, Combate de Los Pozos, Av. Juan de Garay, Lima Oeste, Av. Brasil hasta ingresar al predio de Regulación.

## Ramal Inactivo

### Plaza Constitución-Villa Devoto
Ida: Desde el Predio de Regulación existente debajo de la Autopista Presidente Arturo Frondizi por Avenida Caseros, Contracarril Gral. Hornos, Av. Brasil, Bernardo de Irigoyen, Av. Juan de Garay, Filiberto, Av. Entre Ríos, Hipólito Yrigoyen, Presidente Luis Sáenz Peña, Av. de Mayo, Av. Rivadavia, Jerónimo Salguero, Guardia Vieja, Av. Estado de Israel, Aguirre, Julián Álvarez, Juan Ramírez de Velasco, Guevara, Maure, Av. Corrientes, Av. Federico Lacroze, Charlone, Olleros, Av. Álvarez Thomas, Av. Monroe, Griveo, Estado Plurinacional de Bolivia, José León Cabezón, Av. San Martín hasta Griveo.
Regreso: Desde Av. Gral. Paz y Av. San Martín por esta, Griveo, Gualeguaychú, Ladines, Gral. José Gervasio De Artigas, Av. General Mosconi, Av. Olazábal, Av. Triunvirato, La Pampa, Donado, Charlone, Virrey Loreto, Av. Álvarez Thomas, Av. Federico Lacroze, Av. Corrientes, Medrano, Bartolomé Mitre, Riobamba, Combate de Los Pozos, Av. Juan de Garay, Lima Oeste, Av. Brasil hasta ingresar al predio de Regulación.